# Bevilacqua (Veneto)
Bevilacqua (Bevilàcua o Bevilàqua in veneto) è un comune italiano di 1 814 abitanti della provincia di Verona in Veneto.

## Geografia fisica
Bevilacqua dista circa 52 chilometri a sud-est dal capoluogo di provincia, Verona, rispetto al quale è situato in posizione sud-est. Altre cittadine di riferimento per il comune sono Minerbe (che dista 5 km), Montagnana (5 km) e Legnago (12 km). Sorge lungo la SR 10, sul confine con la provincia di Padova dalla quale è separato per un lungo tratto, dal corso del fiume Fratta. Il territorio comunale si presenta come una striscia di terra mediamente lunga 5 km e larga 2 km e su di essa sorgono i due maggiori centri abitati: il Capoluogo e la frazione Marega.
Il comune è servito dalla ferrovia Monselice-Mantova.

## Storia
Nell'antichità, fino al 600 d. C., il comune di Bevilacqua era attraversato dal fiume Adige, che passava per i comuni di Montagnana, Casale di Scodosia e Borgo Veneto (provincia di Padova). Non era arginato come oggi, quindi era spesso soggetto di rotte devastatrici, che distruggevano economicamente e fisicamente il territorio impedendone un progressivo sviluppo economico e sociale.
Intorno all'attuale via Del Donatore, su un antico dosso sabbioso, sono stati rinvenuti resti dei Veneti Antichi (Paleoveneti) V secolo a.C. Si tratta di resti di tombe formate da vasi di terracotta contenenti le ceneri del defunto bruciato lì vicino. Molti vasi funerari sono andati rovinati o dispersi durante i lavori di scavo per la costruzione della strada e delle case.
Nel territorio sono stati trovati anche resti di epoca romana: una lapide funeraria è murata sul campanile di Marega, una, rinvenuta a Santa Lucia, si trova al museo Fioroni di Legnago.
Il più antico edificio di Bevilacqua è la chiesetta di San Pierin in Cantalovo, ora detta di San Pietro di Tillida, risalente a prima dell'anno Mille. Era al margine del Bosco della Stopazzola che toccava Porto di Legnago, Nichesola, Terrazzo, Marega.
Durante il dominio degli Scaligeri, verso il 1336, Guglielmo I Bevilacqua, luogotenente a Padova di Cangrande della Scala, per i servizi prestati alla famiglia degli Scaligeri, fu autorizzato a gettare le fondamenta di un castello oggi noto come Castello di Bevilacqua dal cognome della sua famiglia. Esso è situato sulla sponda occidentale del fiume Rabiosa (attualmente Fratta), che separa il territorio veronese da quello padovano.
La realizzazione fu portata avanti dal figlio Francesco, al quale il 16 dicembre 1336 fu conferita da Alberto e Mastino della Scala ampia e piena giurisdizione sul castello stesso e sul territorio circostante, con diritti di caccia, pesca ed esenzione di tasse.
Bevilacqua è terra di confine, e per questo suo essere, è stata teatro di scontri e vicende nei secoli, tra gli Scaligeri veronesi, i Carraresi padovani e gli Estensi di Ferrara.

### Simboli
Lo stemma comunale e il gonfalone sono stati concessi con DPR dell'11 ottobre 1999.
Lo stemma richiama l'origine e le vicissitudini che hanno caratterizzato il paese di Bevilacqua, in particolare due simboli fondamentali, l'ala ed il castello: la prima, emblema di Ala (Trento), luogo d'origine della famiglia Bevilacqua; il secondo, simbolo del dominio della nobile famiglia sul territorio, la quale al comune, ha lasciato anche il proprio nome.
Il gonfalone è un drappo di bianco.

## Monumenti e luoghi d'interesse

### Architetture religiose
- Chiesa di Sant'Antonio Abate
- Chiesa di San Giorgio
- Chiesa di San Pietro in Tilida

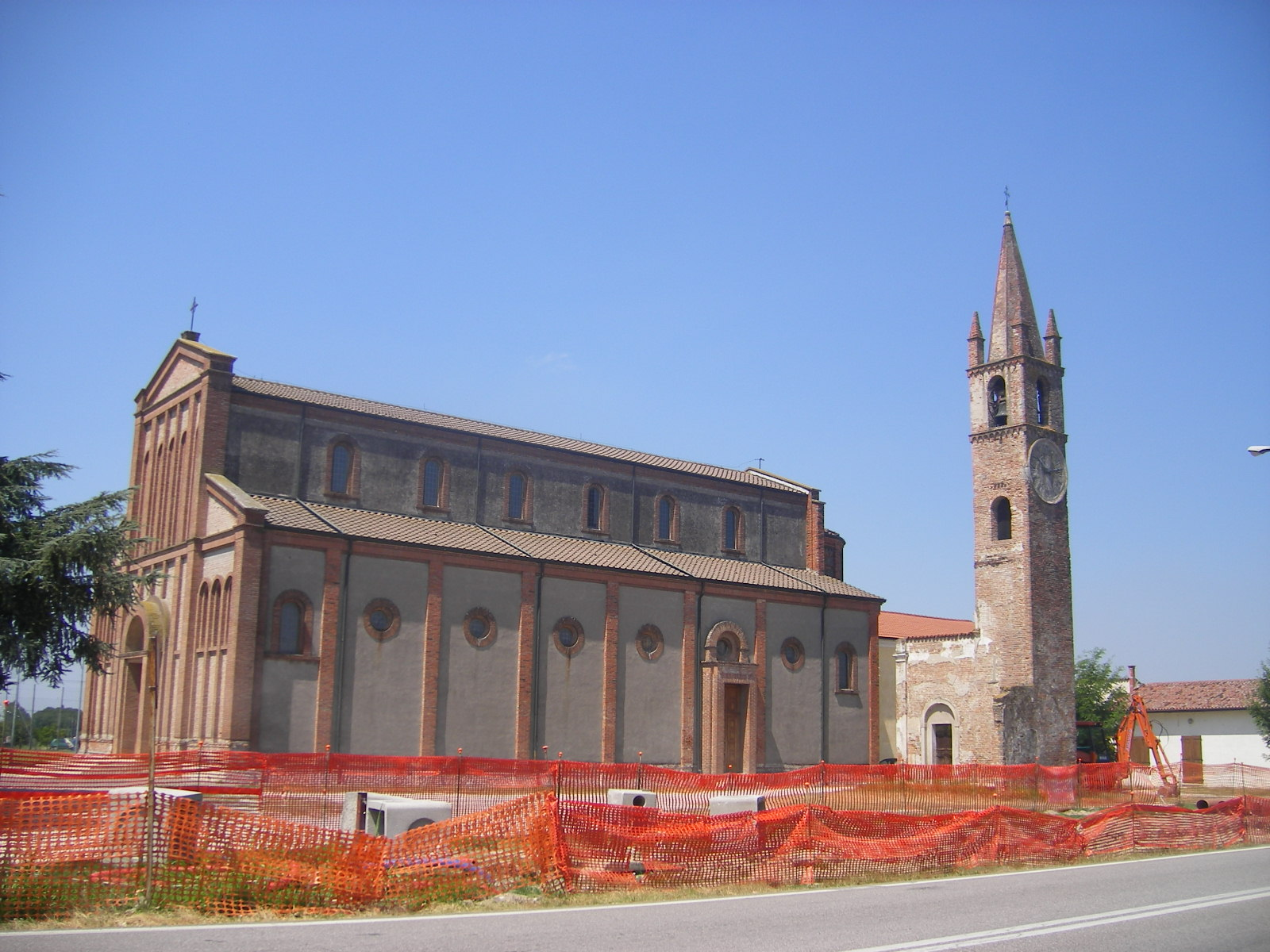
La chiesa

- Oratorio del castello dei Bevilacqua

### Ville e palazzi

#### Antica stazione di posta di Bevilacqua - XV secolo

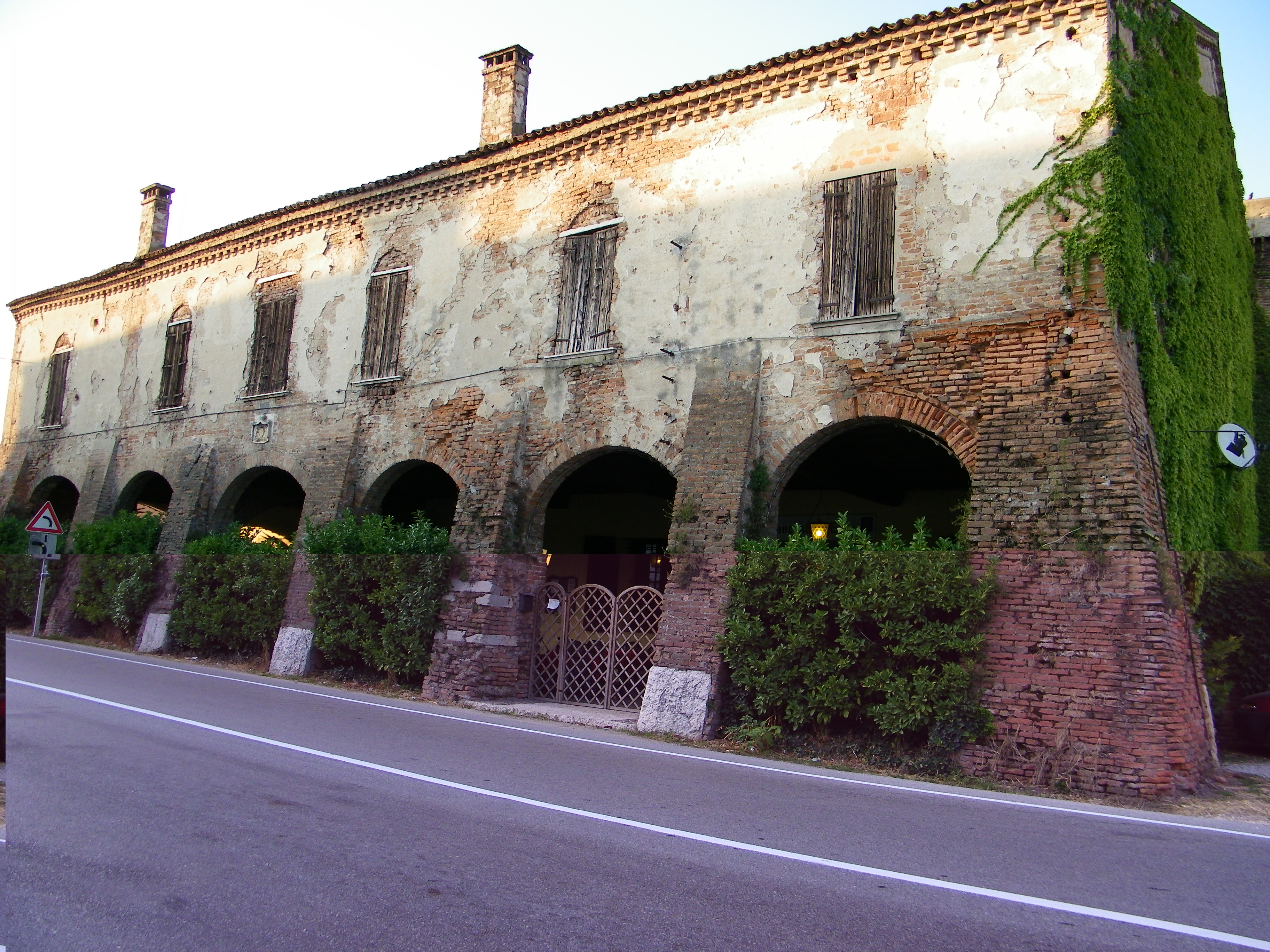
Antica stazione di posta

Fino a poco tempo fa era adibito ad esercizio pubblico. Ora è in uno stato di semiabbandono. Sorto nella metà del Quattrocento come edificio comunque annesso al castello dei Bevilacqua, esercitava la funzione di osteria e luogo per il riposo dei cavalli. La facciata dell'edificio è dotata di sei grandi archi e sei finestre a volta ed è sovrastata da due imponenti camini sul tetto. Anche in ogni lato è presente un arco che immette nel porticato dell'edificio. Sul lato che guarda ad est è visibile ciò che resta di un'antica meridiana. Altri elementi rilevanti sono i soffitti in legno, un prezioso camino e resti di mura merlate nella parte posteriore.

#### Villa Bevilacqua - XVI secolo
L'edificio è situato di fronte all'imponente castello nelle immediate vicinanze del fiume Fratta che segna il confine con la provincia di Padova, un tempo territorio dei Carraresi. Un tempo questa era la residenza estiva della famiglia dei Bevilacqua di Santa Anastasia. L'antica villa è stata quasi completamente distrutta dai bombardamenti aerei dell'aprile del 1945. L'attuale villa è stata ricostruita nel primo dopoguerra e a Sud ha ancora l'ampio parco con le fontane.

### Fortificazioni

#### Castello di Bevilacqua

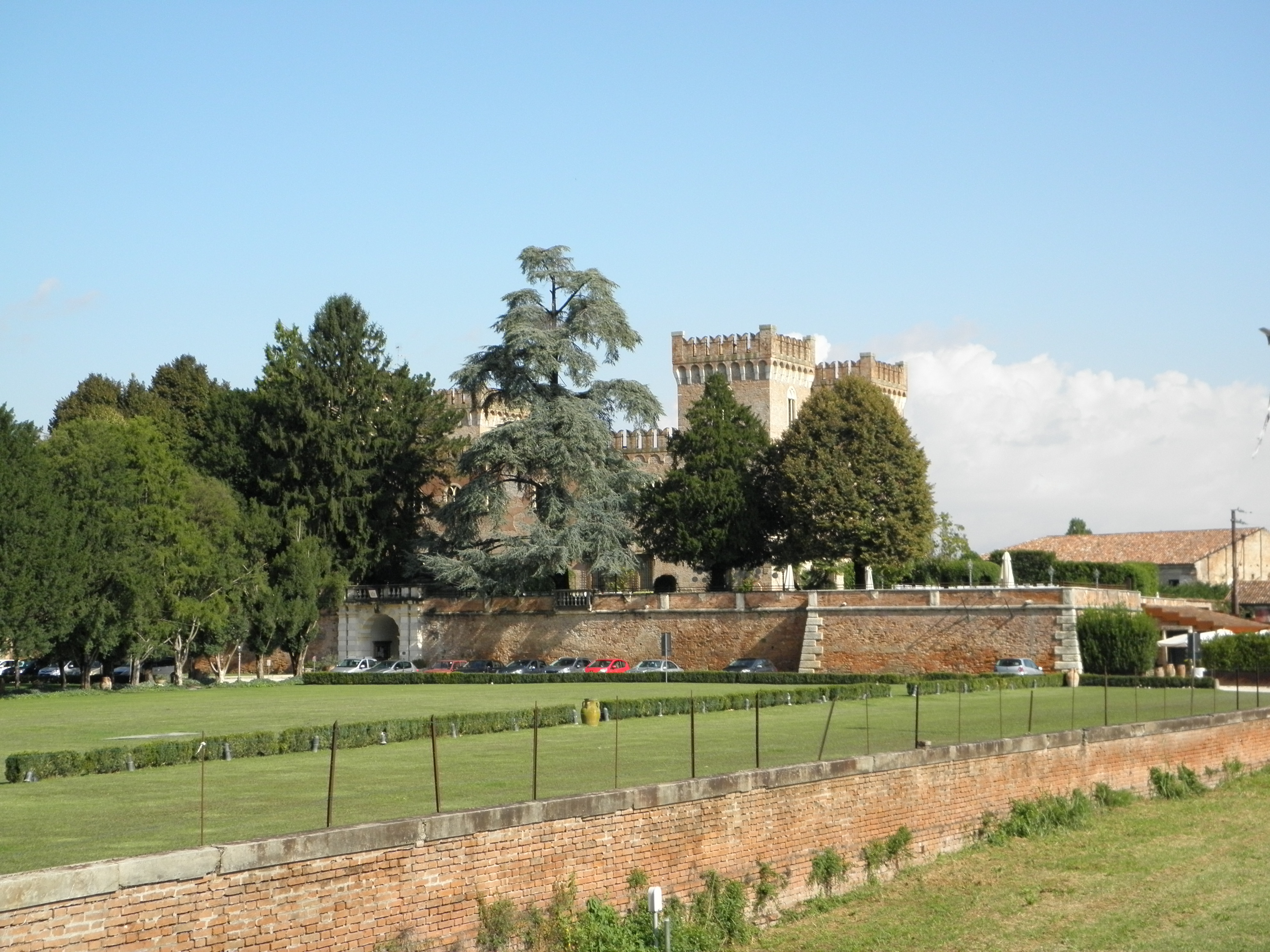
Il Castello di Bevilacqua visto dal ponte sul fiume Fratta

Il castello di Bevilacqua fu eretto nel 1336 da Guglielmo I Bevilacqua e successivamente completato dal figlio Francesco. Circondato da un ampio fossato e da tre ordini di mura fortificate, collegate con un ponte levatoio, il castello aveva sia funzione difensiva che di rappresentanza. Nel corso dei secoli fu notevolmente danneggiato, a causa delle innumerevoli guerre contro la Repubblica di Venezia, che se ne era impossessata. A partire presumibilmente dal 1532 Gianfrancesco Bevilacqua commissionò a Michele Sanmicheli il completo riammodernamento dell'edificio medievale, che venne così trasformato in villa e dotato di nuovi e più comodi interni. Nel 1756 Gaetano Ippolito Bevilacqua riprese i lavori restaurando gran parte dell'interno del castello, che però venne nel 1848 dato alle fiamme dalle truppe austriache. Per questo fu nuovamente rimesso a nuovo, nel 1860, da Felicita Bevilacqua e dal consorte, Giuseppe La Masa, che conferirono all'intero complesso un'immagine neogotica in accordo con il gusto romantico del tempo.
Felicita Bevilacqua fu l'ultima discendente della famiglia Bevilacqua dei Santi Apostoli o del Castello.

## Società

### Evoluzione demografica
Abitanti censiti

## Economia
L'economia di Bevilacqua è principalmente di tipo agricolo.

## Infrastrutture e trasporti

### Strade
Il comune di Bevilacqua è attraversato dalle seguenti arterie stradali:
- SR 10 "Padana Inferiore", Torino-Monselice
- SP 41 "Del Fratta", Minerbe-Bevilacqua-Terrazzo
- SP 42a "Dei Boschi", Legnago-Boschi S. Anna-Marega di Bevilacqua

Da molti anni è in progetto la strada variante alla SR10 la quale correrà parallela all'esistente, qualche centinaio di metri più a sud, e permetterà di sgravare dal traffico l'abitato del capoluogo comunale bevilacquese.

### Ferrovie
Il paese è attraversato dalla Ferrovia Mantova-Monselice ed è servito dalla Stazione di Bevilacqua.

### Piste ciclabili
Esiste una pista ciclabile che conduce, non raggiungendolo (mancano ancora 2 km) verso nord, l'abitato di S. Zenone di Minerbe.

## Amministrazione
Fa parte dell'Unione Comunale Dall'Adige al Fratta. L'unione è composta da cinque comuni: Bevilacqua, Bonavigo, Boschi Sant'Anna, Minerbe e Terrazzo.
| Periodo       | Periodo       | Primo cittadino         | Partito                                                          | Carica  | Note             |
| ------------- | ------------- | ----------------------- | ---------------------------------------------------------------- | ------- | ---------------- |
| ottobre 1986  | giugno 1992   | Gianni Belluzzo         | Democrazia Cristiana                                             | Sindaco | [ 8 ]            |
| giugno 1992   | aprile 1997   | Riccardo Muraro         | Democrazia Cristiana                                             | Sindaco | [ 9 ]            |
| aprile 1997   | maggio 2001   | Nereo Arzenton          | Lista civica                                                     | Sindaco | [ 10 ]           |
| maggio 2001   | maggio 2006   | Nereo Arzenton          | Lista civica                                                     | Sindaco | [ 11 ]           |
| maggio 2006   | maggio 2011   | Valentino Girlanda      | Lista civica                                                     | Sindaco | [ 12 ]           |
| maggio 2011   | giugno 2016   | Valentino Girlanda      | Lista civica "Uniti per crescere"                                | Sindaco |                  |
| giugno 2016   | ottobre 2021  | Fosca Falamischia       | Lista civica "Con voi per crescere"                              | Sindaco |                  |
| ottobre 2021  | novembre 2024 | Valentino Girlanda      | Lista civica "Insieme per cambiare"                              | Sindaco | [ 13 ]           |
| novembre 2024 | maggio 2025   | Maurizio Arzenton       | Lista civica "Insieme per cambiare"                              | Sindaco | Vicesindaco f.f. |
| maggio 2025   | "in carica"   | Marco Alessandro Grazia | Lista civica "Progetto Comune per Bevilacqua e Marega" cambiare" | Sindaco |                  |

## Sport

### Calcio
La squadra locale è l'ASD Bevilacqua che milita nel girone A di Promozione basso veronese. È nata nel 1947.